# カスタネット

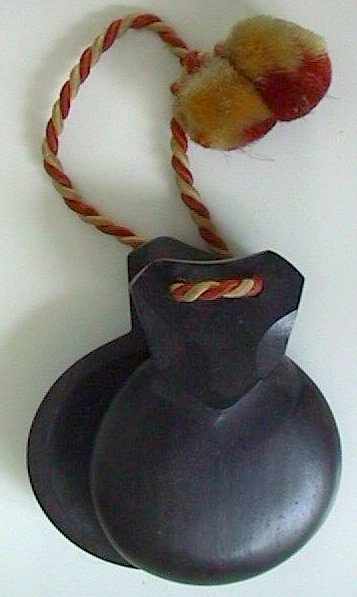
カスタネット

カスタネット(英: castanets [ˌkæstəˈnɛts]、西: castañuelas, palillos)は、木製の打楽器で、体鳴楽器に分類される楽器。スペインで発達した楽器であり、スペインの民族音楽に欠かせず、スペインの舞踊フラメンコなどに用いられる。

## 概要
カスタネットの語源はスペイン語で『栗』を表す『カスターニャ』(castaña)という単語。ギリシャでは栗の木で作っていたからとも、形が栗の実に似ているからとも言われている。手のひらに納まるくらいの丸い貝型の木片を2枚合わせ、これを打ち合わせることによって音を出す楽器である。木片の打ち合わせる側はほぼ平らで、中央にくぼみがある。端にひもを通してつなげ、このひもに親指を通して楽器を保持したり2枚の開き具合を調整したりする。通常、音程がわずかに異なる2つの楽器を一組として演奏し、高い方の楽器を右手で持つ。音程の高い方は「雌」、音程の低い方は「雄」と呼ばれ、両者を見分けるために「雌」のひもの通し穴付近には目印の切れ込みが入れられている。材質は、高級なものでは黒檀、ローズウッドを用いる。このほかにプラスチック製（教育楽器など）や金属製（サン・サーンスのオペラ『サムソンとデリラ』など）のものもある。

## 教育用カスタネット

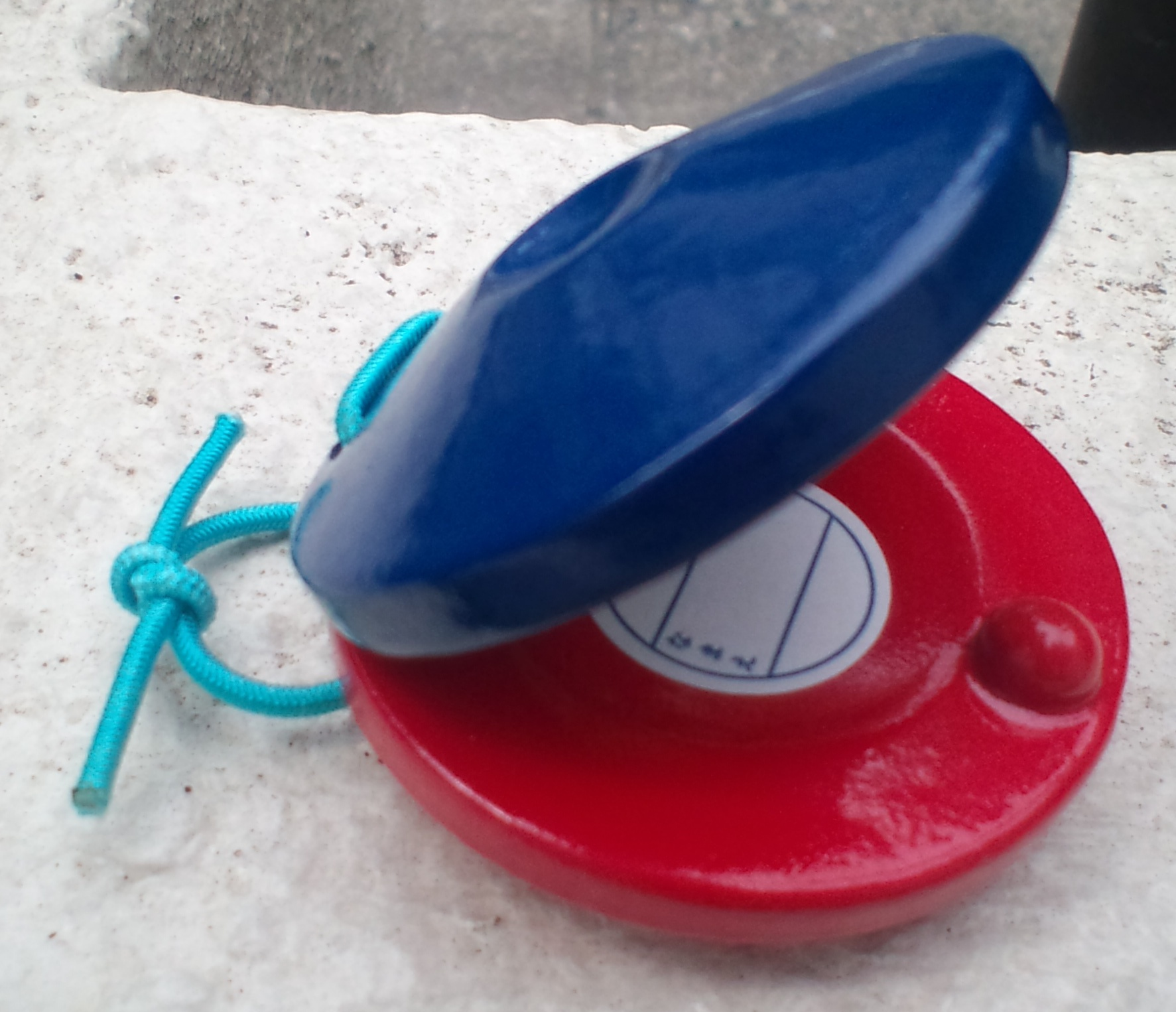
教育用カスタネット

教育用楽器として、また幼児のおもちゃとしてよく見られるものは教育用カスタネットと呼ばれ、元々のカスタネットの他、日本の舞踊家千葉みはるがカスタネットをもとに考案したミハルスの影響も受けていると考えられる。元々のカスタネットとミハルスを参考にして現在のような形に改良したのは株式会社プラス白桜社の冨澤捷といわれている。現在株式会社プラス白桜社は休業、群馬県利根郡みなかみ町で「カスタネット工房」に改称し、冨澤健一が後を継ぎ運営している。材質は当初は桜であったが、その後、材質は桜に留まらず、ブナ、みずき、栗等天然素材にこだわって作っている。
打ち合わせるだけで簡単に演奏できるため、幼児の教育に多く使用されている。
本来のカスタネットと違って口を開いたままになるので、手で閉じて打ち合わせるだけで音が鳴る。打ち合わせる部分は片方（多くは赤い方）に突起があり、これを下とすることが多い。赤と青に塗られているのは、男女共同で使えるためといわれている。

## 種類
より演奏を簡便にし、速いリズムが演奏できるようにした楽器に、柄付きカスタネット、コンサートカスタネットがある。

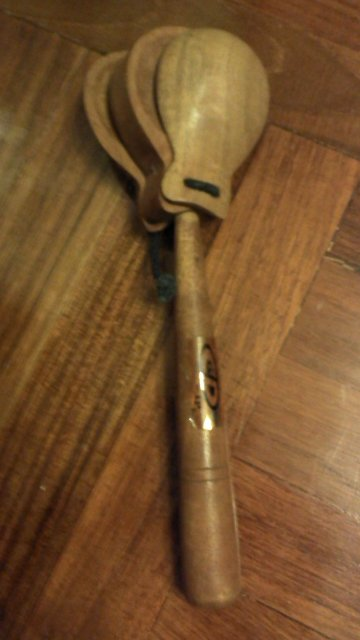
柄付きカスタネット
カスタネットに柄を付けた楽器で、2枚の木片の間にさらに台板を置く。この台板に柄を付けて、振って音を出す。
コンサートカスタネット
木片を1枚とし、これを共鳴胴に取り付ける。指やばちで叩いて打ち合わせる。普通、木片を2枚並べて取り付け、交互に叩くことにより、速いリズムの演奏を可能とする。
これらに対して、元来の楽器をスパニッシュカスタネットと呼ぶことがある。

## カスタネットが用いられる楽曲の例

### クラシック音楽
- ルイジ・ボッケリーニ：ギター五重奏曲第4番
- ヨハン・シュトラウス2世：ネヴァ川ポルカ、スペイン行進曲
- ニコライ・リムスキー＝コルサコフ：スペイン奇想曲
- リヒャルト・シュトラウス：『サロメ』より「7つのヴェールの踊り」
- モーリス・ラヴェル：スペイン狂詩曲
- フランシス・プーランク：2台のピアノのための協奏曲
- ドミトリー・ショスタコーヴィチ : 交響曲第14番
- 今井重幸：カスタネット協奏曲「ファンダンゴスに基づく協奏的変容」

以下は金属製のカスタネットを用いる作品
- カミーユ・サン＝サーンス：サムソンとデリラ
- ダリウス・ミヨー：奉献する女たち（Les choëphores）

## 類似の楽器
木片を打ち合わせる楽器は世界各地に見られる。そのうち、現在の日本で多く見られるのは、拍子木、鳴子、クラベス、それにオーケストラで使われるむちである。沖縄音楽においては三板もある。
カスタネットを元に作られたミハルスは学校教育にも取り入れられ、教育用カスタネットの普及に繋がった。

## カスタネット奏者
- ルセロ・テナ
- 真貝裕司
- 前田けゑ
- 山本晶子 (打楽器奏者)